# Джеф Груб
Джеф Груб (на английски: Jeff Grubb) е американски гейм дизайнер и писател. Той е написал дузина романи и над двадесет кратки истории. Джеф Груб е и един от основните създатели на известните светове по Dungeons and Dragons – Forgotten Realms и Dragonlance, а освен тях и по Spelljammer и Al-Qadim.
Груб е един от главните дизайнери, работили по Manual of the Planes. Той взима участие и във версията по AD&D, публикувана от TSR през 1987 г., а също така и в изданието по D&D 3.0, публикувано от Wizards of the Coast през 2001 г. В първата публикация на Manual of the Planes, Джеф работи по игровата механика и като цяло е написал по-голямата част от книгата. Във второто издание работи по изглаждането на някои аспекти и въвеждането на книгата под формат, характерен за третата ревизия на Dungeons and Dragons.
Джеф Груб разработва продукти за много други фантастични светове като Marvel Universe, Thieves’ World, Worlds of Warcraft, Starcraft и Magic the Gathering.
От книгите, които е написал, любими са му: The Brothers’ War, Lord Toede и Azure Bonds, последната написана с неговата съпруга – Кейт Новак.
Към 2011 г. Джеф живее със съпругата си Кейт в Сиатъл, Вашингтон с тяхната котка Емили.

### Романи

#### Dragonlance
- Villains
  - Book 5: Lord Toede (1994),

#### Forgotten Realms
- The Finder's Stone Trilogy (съавтор Кейт Новак)
  - Azure Bonds (1988)
  - The Wyvern's Spur (1990)
  - Song of the Saurials (1991)

- The Harpers (съавтор Кейт Новак)
  - Book 10: Masquerades (1995)
  - Book 15: Finder's Bane (1997)

- The Lost Gods (съавтор Кейт Новак)
  - Tymora's Luck (1997)

#### Magic: The Gathering
- Artifacts Series
  - Book 1: The Brothers' War (1999)

- Ice Age Trilogy
  - The Gathering Dark (1999)
  - The Eternal Ice (2000)
  - The Shattered Alliance (2000)

#### StarCraft
- StarCraft: Liberty's Crusade (2001)

#### WarCraft
- Денят на дракона
- Повелителят на клановете
- Последният пазител – The Last Guardian (2001)

### Комикси

#### Forgotten Realms DC Comics
- DC Comics публикува 25 комикса по Forgotten Realms от 1 септември 1989 до 25 септември 1991, чийто автор е Джеф Груб.

### Ролеви игри

#### Spelljammer
Spelljammer: AD&D Adventures in Space Boxed Set (Ноември 1989)
Legend of Spelljammer Box Set (Септември 1991)